# David II av Kakheti
David II av Kakheti, död 1722, var en georgisk monark. Han var kung i kungariket Kakheti mellan 1709 och 1722.